# Herb Kleczewa
Herb Kleczewa – jeden z symboli miasta Kleczew i gminy Kleczew w postaci herbu. W 1366 r. Kleczew otrzymał prawo miejskie. Pierwsza znana pieczęć pochodzi dopiero z XVII w.

## Wygląd i symbolika
Herb przedstawia na czerwonej tarczy herbowej typu późnogotyckiego dwie srebrne, boniowane i oflankowane wieże z trzema czarnymi oknami, w proporcji 2:1, pod którymi widnieje złota ryba.

## Linki Zewnętrzne
- Herb. kleczew.pl. [dostęp 2021-04-23]..